# Rada uczelni
Rada uczelni – organ uczelni publicznej wprowadzony ustawą z dnia 20 lipca 2018 r. Prawo o szkolnictwie wyższym i nauce. W skład rady uczelni wchodzi 6 albo 8 osób powoływanych przez senat, z zastrzeżeniem, że osoby spoza wspólnoty uczelni muszą stanowić co najmniej 50% tego składu. Obligatoryjnie członkiem rady uczelni jest przewodniczący samorządu studenckiego.

## Zadania rady
W myśl art. 18 ust. 1 ustawy z dnia 20 lipca 2018 r. – Prawo o szkolnictwie wyższym i nauce do zadań rady uczelni należy:
- opiniowanie projektu strategii uczelni
- opiniowanie projektu statutu
- monitorowanie gospodarki finansowej uczelni
- monitorowanie zarządzania uczelnią
- wskazywanie kandydatów na rektora, po zaopiniowaniu przez senat
- opiniowanie sprawozdania z realizacji strategii uczelni
- wykonywanie innych zadań określonych w statucie
- opiniowanie planu rzeczowo-finansowego
- zatwierdzanie sprawozdania z wykonania planu rzeczowo-finansowego
- zatwierdzanie sprawozdań finansowych.